# Thomas Eder (Benediktiner)

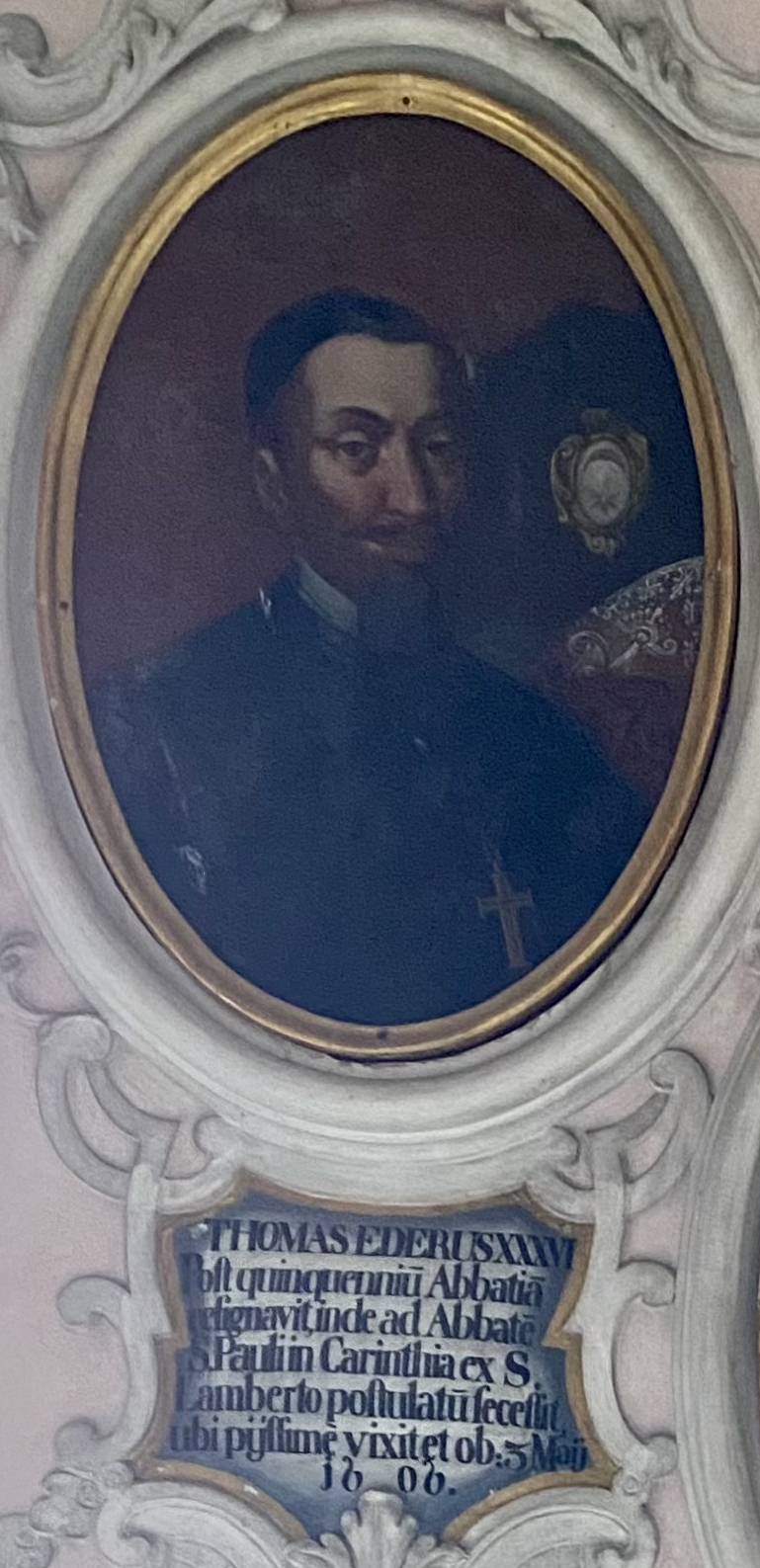
Porträt in der Äbtegalerie im Prälatensaal des Stiftes St. Lambrecht

Thomas Eder OSB (* unbekannt; vermutlich in Millstatt; † 3. Mai 1606 in Sankt Paul im Lavanttal) war ein österreichischer Benediktiner, der von 1591 bis 1596 Abt der Abtei St. Lambrecht war. Da mit Thomas Berner rund 50 Jahre davor bereits ein Abt mit dem Ordensnamen Thomas im Amt war, wird Eder seitdem auch oftmals als Thomas II. geschrieben.

## Leben
Thomas Eder soll einer vornehmen Millstätter Familie entstammen, womit auszugehen ist, dass er auch in Millstatt geboren wurde. Am 10. Juni 1591 erfolgte seine Wahl zum Abt der obersteirischen Benediktinerabtei St. Lambrecht. Dabei trat er die Nachfolge von Johann Trattner, der im selben Jahr nach knapp 30-jähriger Amtszeit gestorben war, an. Nach seiner Wahl zum Abt dauerte es ein knappes Jahre, ehe er im Mai 1592 von Papst Clemens VIII. bestätigt wurde. Zur Benediktion hatte er noch im selben Jahr Christoph Andreas von Spaur, den damaligen Bischof von Gurk, eingeladen, erhielt seine Benediktion jedoch aufgrund verschiedener Schwierigkeiten nie. Aufgrund der genannten Schwierigkeiten, die vor allem auf den Personalmangel und die Schuldenlast zurückzuführen waren, zermürbten Eder und ließen ihn bereits nach fünf Jahren im Amt resignieren. Nachdem er sich als Abt von St. Lambrecht zurückgezogen hatte, zog Eder zu seinem Mitbruder Vinzenz Lechner, dem damaligen Abt des Stifts St. Paul, nach Sankt Paul im Lavanttal, wo er am 3. Mai 1606 auch starb.
Da sich die neun Wähler nach seiner Resignation nicht auf einen Kandidaten einigen konnten, übernahm ihr einstiger Mitbruder und zu diesem Zeitpunkt Abt von Admont, Johann Hoffmann, die Administration von St. Lambrecht. Da dieser die Administration mehr zu seinem eigenen Nutzen ausführte und die Abtei benachteiligte, wurde Hoffmann bereits im Juni 1597 wieder durch den Kommendatarabt Christoph Kirmeser ersetzt. Kirmeser blieb daraufhin auch nur ein Jahr im Amt, ehe mit dem für seine „Gelehrsamkeit und gute Wirtschaft rühmlich bekannten“ Martin Alopitius von den Kapitularen ein würdiger Nachfolger gefunden wurde.